# Friedrich Bezold

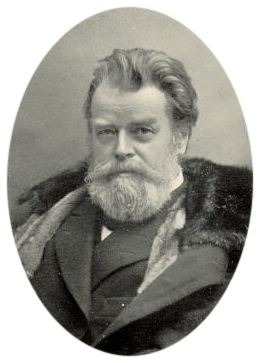
Porträt von Friedrich Bezold

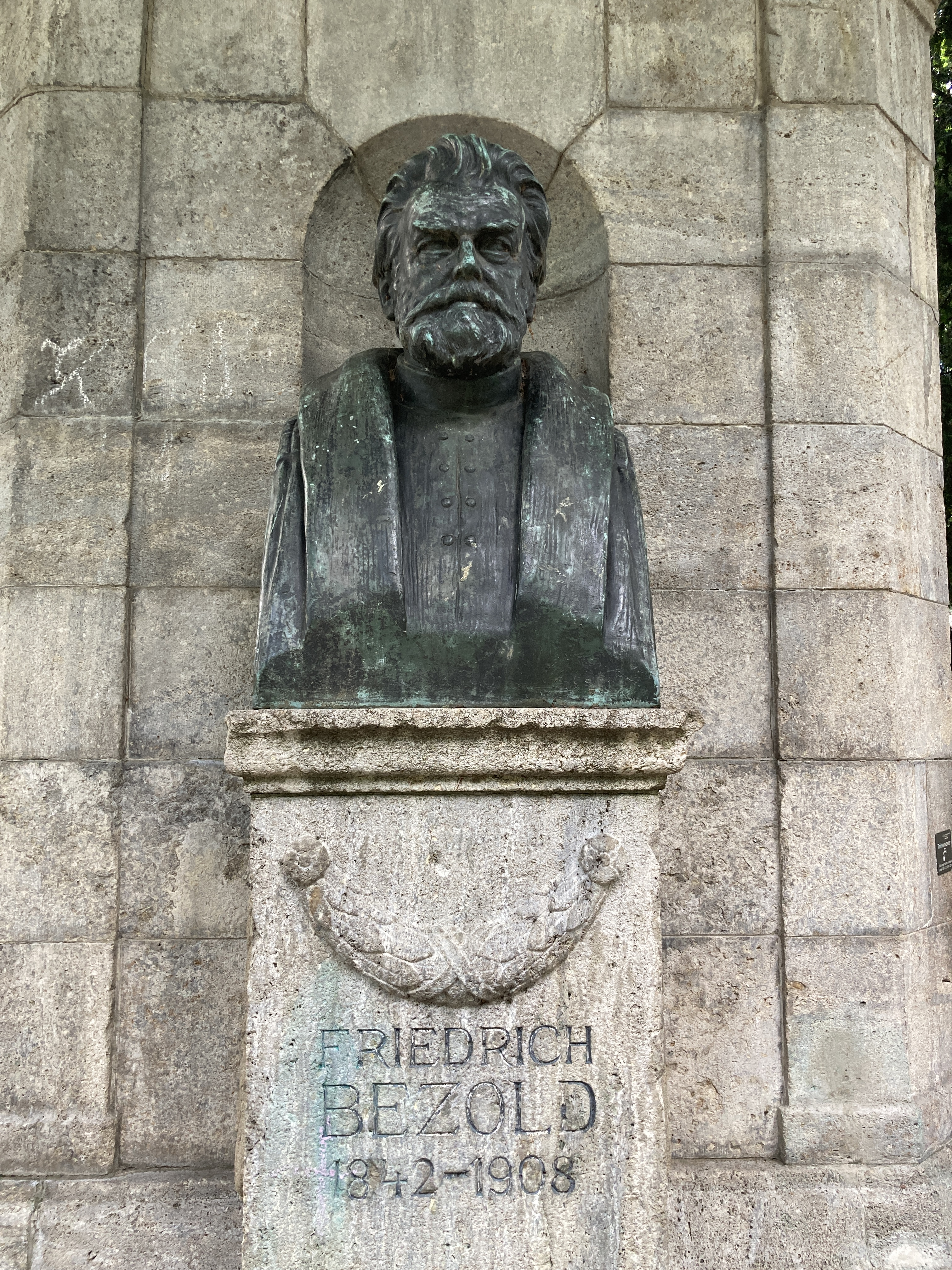
Büste von Friedrich Bezold als Bestandteil des Denkmalbrunnens im Nußbaumpark am Sendlinger-Tor-Platz in München

Friedrich Bezold (* 9. Februar 1842 in Rothenburg ob der Tauber; † 5. Oktober 1908 in München) war ein deutscher Mediziner, Augenarzt und Spezialist auf dem Gebiet der Ohrenheilkunde.

## Leben
Bezold studierte von 1860 bis 1866 in München, Erlangen und Würzburg Medizin. Anschließend ließ er sich in München als Augen- und Ohrenarzt nieder. 1877 habilitierte er sich im Fach Otologie (Ohrenheilkunde). Ab 1878 leitete er das otiatrische Ambulatorium an der Universität München.
Ab 1885 studierte Friedrich Siebenmann unter Bezold, was zu einer lebenslangen Freundschaft führte. Siebenmann war ein Anhänger der von Bezold erfundenen Behandlung mit Borsäure. 1906 bearbeitete Siebenmann in Bezolds Lehrbuch der Ohrenheilkunde für Ärzte und Studierende in 32 Vorträgen den Abschnitt über das Innenohr.
Er wurde 1886 außerordentlicher und 1906 ordentlicher Professor. Außerdem trug er den Titel eines Hofrats.
Bezold veröffentlichte zahlreiche Schriften in seinem Fachgebiet. Bekannt wurden seine Hörtests mit Stimmgabeln und seine Bemühungen um die Verbesserung der Ausbildung von Hörbehinderten.
Friedrich Bezold starb in der Nacht vom 5. auf den 6. Oktober 1908 in München.

## Deonyme
Nach Bezold sind folgende Deonyme benannt:
- der Bezold-Abszess (Bezold-Mastoiditis), eine Abszedierung durch den Warzenfortsatz (Processus mastoideus) des Schläfenbeins in den Musculus sternocleidomastoideus, eine seltene Komplikation der akuten Mittelohrentzündung
- das zugehörige Bezold-Zeichen (Schwellung unterhalb der Warzenfortsatzspitze),
- der Bezold-Test mit Stimmgabel bei Taubheit,
- die Bezold-Trias bei Otosklerose (Aufhebung des Gehörs für tiefe Töne, verlangsamte Knochenleitung, negativer Ausfall des Rinne-Versuchs) und
- die Bezold-Edelmann-Skala (nach Max Thomas Edelmann), ein Satz von Stimmgabeln, Pfeifen und Monochorden, mit dem alle hörbaren Tonhöhen erzeugt werden können.

## Werke
- Antiseptische Behandlung der Mitteloreiterungen. Tröltsch’ Archiv für Ohrenheilkunde, Leipzig.
- Experimentelle Untersuchungen über den Schalleitungsapparat des Ohres. Tröltsch’ Archiv für Ohrenheilkunde, Leipzig.
- Erkrankungen des Warzentheiles. Tröltsch’ Archiv für Ohrenheilkunde, Leipzig.
- Otomykosis. In: Vorträge zur Aetiologie der Infectionskrankheiten. München, 1881.
- Fibrinöses Exsudat auf dem Trommelfell. Virchows Archiv für pathologische Anatomie und Physiologie, und für klinische Medizin, Berlin
- Die Perforation des Warzenfortsatzes vom anatomischen Standpunkte. Monatsschrift für Ohrenheilkunde, Berlin.
- Die Corrosionsanatomie des Ohres. München 1882
- Schuluntersuchungen über das kindliche Gehörorgan. Wiesbaden, 1885
- Labyrinthnekrose und Paralyse des Nervus facialis. Wiesbaden, 1886
- Die Krankheiten des Warzenteils. In: Schwartze. Handbuch für Ohrenheilkunde, 1893.
- Überschau über den gegenwärtigen Stand der Ohrenheilkunde. Wiesbaden, 1895
- Das Hörvermögen der Taubstummen. Wiesbaden, 1896
- Über die funktionelle Prüfung des menschlichen Gehörorgans. Gesammelte Abhandlungen und Vorträge. 3 Bände, Wiesbaden, J. F. Bergmann, 1897–1909.
- Lehrbuch der Ohrenheilkunde für Ärzte und Studierende in 32 Vorträgen. Wiesbaden, Bergmann, 1906

## Ehrungen
Im Münchner Nußbaumpark steht das Bezold-Denkmal mit Brunnen.